# Yngve Larsson

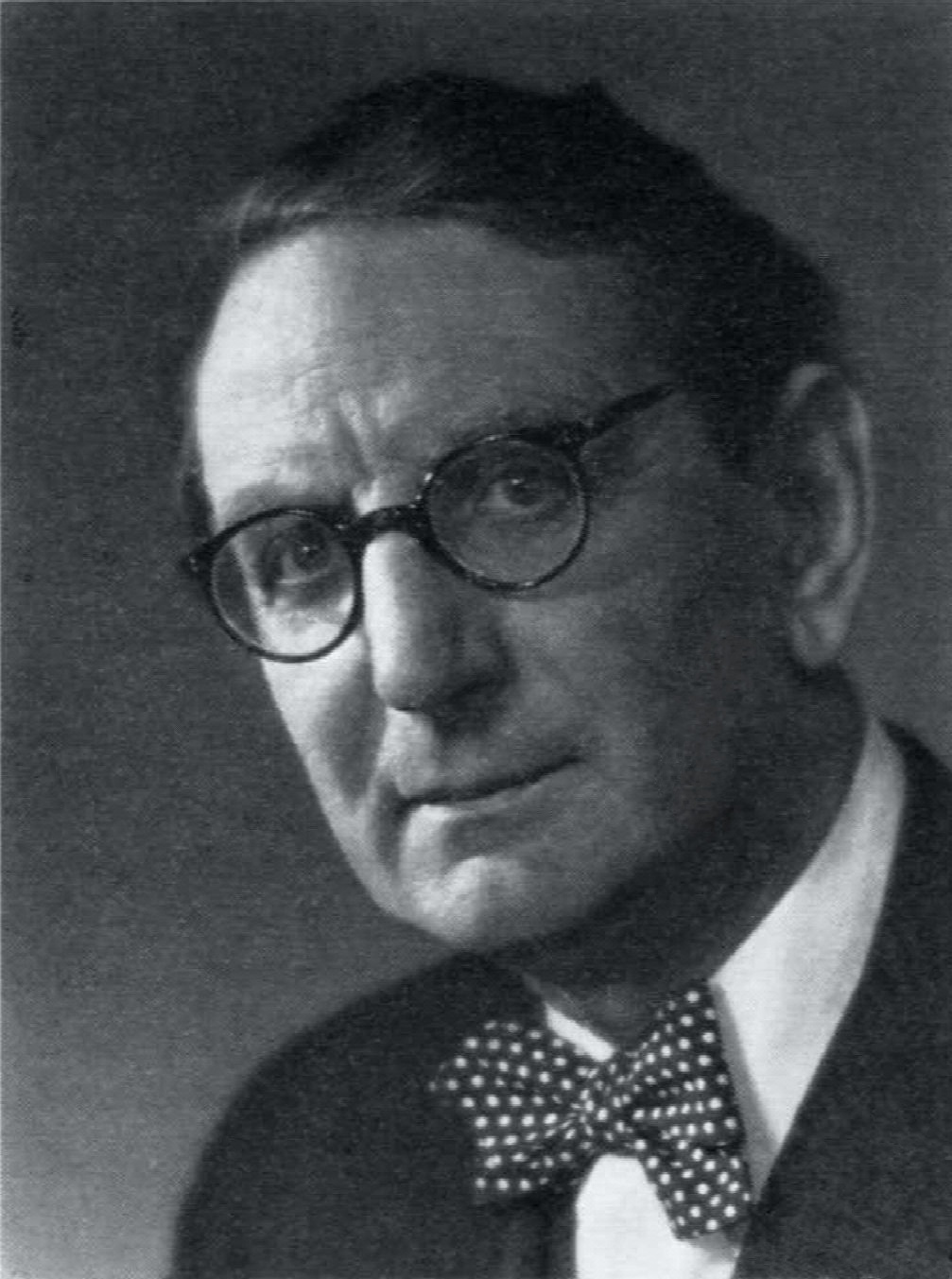
Yngve Larsson

Yngve Gustaf Rickard Larsson (* 13. Dezember 1881 in Sundsvall; † 16. Dezember 1977 in Stockholm) war ein schwedischer Politiker, Kommunalrat in Stockholm, Mitglied des schwedischen Reichstages und der Folkpartiet liberalerna sowie Ph. D. (Philosophiae Doctor).
Während der Jahre 1924 bis 1946 war Larsson Straßen- und Stadtbaurat in Stockholm, in dieser Zeitperiode hatte er als Politiker maßgeblich die großen Infrastrukturprojekte der Stadt geleitet, unter anderem das Zustandekommen von Stockholms U-Bahn, sowie die Umgestaltung der Stockholmer City, auch Norrmalmsregleringen genannt.

## Studien- und Lehrjahre (1900–1924)
Yngve Larsson absolvierte sein Abitur 1900 in Stockholm und studierte danach an der Universität Uppsala. 1903 erhielt er den Bachelor in den Fächern Geschichte und Politikwissenschaft, danach studierte er in Heidelberg und Berlin.
Er interessierte sich früh für Städtebau und Wohnungsfragen. 1913 schrieb er seine Disputation über Fragen der Urbanisierung. 1912–1918 war er ein maßgebendes Mitglied der Wohnungskommission (bostadskommission). Während des Ersten Weltkrieges forderte er „einen mutigen Schulterschluss an Deutschlands Seite“, was seinen Ausschluss aus der sozialdemokratischen Partei durch Hjalmar Branting zur Folge hatte. 1920 wurde Larsson als Sekretär und Chef der Stadt-Kanzlei in die Stockholmer Stadtregierung gewählt.

## Die Jahre als Kommunalrat (1924–1946)
Im Jahr 1924 wurde Yngve Larsson Kommunalrat (borgarråd) in Stockholm, er behielt dieses Amt bis 1946. Als politischer Chef des Straßen- und Stadtbauamtes war er maßgeblich am Zustandekommen der größten Bau- und Infrastrukturprojekte, die jemals in Stockholm durchgeführt wurden. Hier seien genannt, der Verkehrsapparat Slussen (1930–35), die großen Brückenbauten Västerbrücke und Tranebergsbrücke (1934, 1935), Stockholms Zentralflugplatz Bromma (1935–36), der Waldfriedhof Skogskyrkogården (1940, heute UNESCO-Welterbe), die Stockholmer U-Bahn (1941) und die so genannte Norrmalmsregleringen, womit die komplette Neugestaltung der Stockholmer Innenstadt gemeint ist (durchgeführt 1950–1975). Larsson hatte auch eine zentrale Rolle beim Zustandekommen der neuen Vororte Stockholms.
Während des Zweiten Weltkrieges war er Leiter des Samfundet Nordens Frihet (ungefähr „Verein für die Freiheit der Nordischen Länder“). Larsson hielt einen klaren Anti-Nationalsozialistischen Kurs.

## Der ältere Staatsmann (1946–1977)
Nach seinem Ausscheiden aus dem Amt als Kommunalrat 1946 sollte Larsson noch weitere 30 Jahre aktiv an der Politik des Landes Schweden und der Stadt Stockholm teilhaben. 1946–1952 war er Mitglied der zweiten Kammer des Reichstages, 1955–1960 war er stellvertretender Vorsitzender des Bau- und Stadtplanungsamtes und hatte noch weitere Aufträge im Bereich Bau und Planung Stockholms. 1970, im Alter von 89 Jahren, zog er sich aus der aktiven Politik zurück. Für sein rühmenswertes Engagement für Stockholm wurde Yngve Larsson 1966 mit der Plakette ”Samfundet S:t Erik” ausgezeichnet.
Larsson war verheiratet mit Elin Bonnier und ein Schwager des deutschen Historikers und Diplomats Friedrich Stieve. Einer seiner Söhne war der Pädiater Yngve A. A. Larsson.
Yngve Larsson und seine Ehefrau Elin liegen auf dem Skogskyrkogården begraben, neben dem Grab von Gunnar Asplund, einem der beiden Architekten des Friedhofes.

## Werke (Auswahl)
- Rudolf Häpke, Sven Helander, Nils Herlitz, Yngve Larsson, Fredrik Sandberg: Aus Schwedens Staats- und Wirtschaftsleben. In: Felix Genzmer (Hrsg.): Schriften der Vereinigung für staatswissenschaftliche Fortbildung. Band 6–11. Gersbach-Verlag, Berlin 1925 (GoogleBooks).